# Filiz Polat

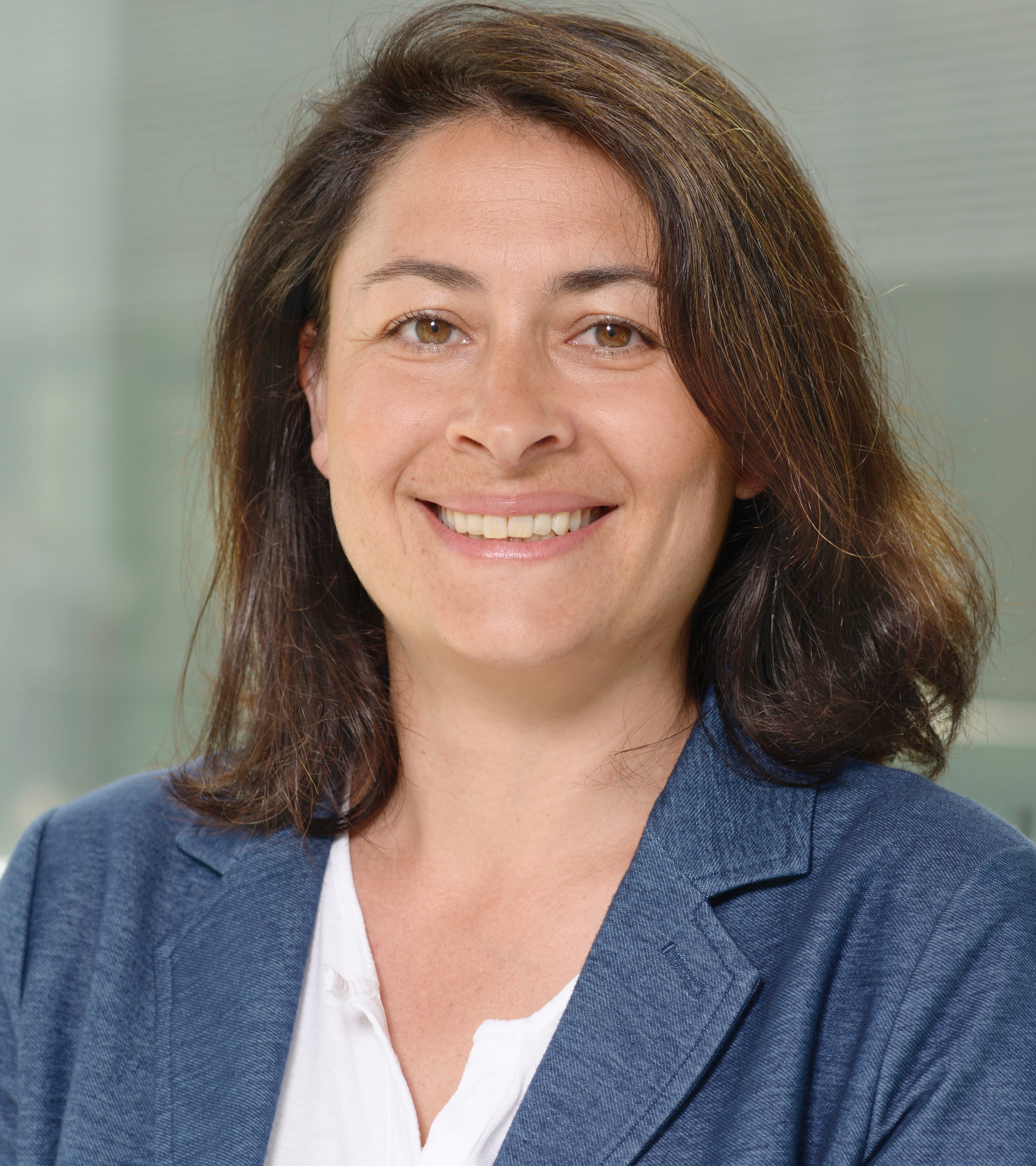
Filiz Polat, 2020

Filiz Polat (* 11. Juli 1978 in Bramsche) ist eine deutsche Politikerin (Bündnis 90/Die Grünen) und Diplom-Volkswirtin. Von 2004 bis 2017 war sie Mitglied im Niedersächsischen Landtag. Seit Oktober 2017 ist sie Abgeordnete im Deutschen Bundestag.

## Leben
Polats Mutter war Mitbegründerin der Bramscher Grünen, ihr türkischer Vater arbeitete zunächst als Chirurg am Krankenhaus und danach mit eigener Praxis in Bramsche.
Filiz Polat absolvierte 1997 ihr Abitur am Wilhelm-Hittorf-Gymnasium in Münster. Das anschließende Studium der Volkswirtschaftslehre schloss sie 2002 in Frankfurt am Main mit einer Arbeit zum Thema Employment Effects of Technological Change: A Microeconometric Approach als Diplom-Volkswirtin ab. Ebenfalls im Jahr 2002 absolvierte sie ihr Vordiplom im Fach Politikwissenschaft. Polat arbeitete als wissenschaftliche Hilfskraft an der Professur für Statistik und Ökonometrie an der Johann Wolfgang Goethe-Universität Frankfurt am Main.
Sie wohnt in ihrer Heimatstadt Bramsche im Landkreis Osnabrück.

## Politisches Engagement
1996 war Polat Mitbegründerin der Grünen Jugend Bramsche und trat im selben Jahr den Grünen bei. Von 2005 bis 2007 war Polat stellvertretende Landesvorsitzende von Bündnis 90/Die Grünen Niedersachsen. Der Bundesvorstand der Partei berief sie 2018 in die AG Vielfalt.
Kommunalpolitisch war Polat von 1996 bis 2001 als jüngstes Mitglied des Ortsrates Bramsche-Mitte aktiv.
Von 2006 bis 2016 war sie Mitglied im Stadtrat von Bramsche und von 2011 bis 2016 Mitglied im Kreistag des Landkreises Osnabrück.

### Niedersächsischer Landtag
Bei der Landtagswahl am 2. Februar 2003 in Niedersachsen kandidierte sie für die Grünen auf Listenplatz 15. Da die Grünen allerdings nur 14 Sitze bekamen, verfehlte sie den Einzug knapp. Als die Fraktionsvorsitzende der niedersächsischen Grünen, Rebecca Harms, 2004 ins Europaparlament einzog, rückte sie am 15. September 2004 als jüngste Abgeordnete in den Landtag nach. Bei den beiden folgenden Wahlen 2008 und 2013 wurde Polat erneut in den Landtag gewählt. Seit 2013 war sie stellvertretende Fraktionsvorsitzende und Sprecherin für Migration und Flüchtlinge, Pflege, Senioren sowie Denkmalschutz. Darüber hinaus war Polat Mitglied im Ausschuss für Soziales, Gesundheit, Familie und Frauen und Vorsitzende der Kommission zu Fragen der Migration und Teilhabe.

### Deutscher Bundestag

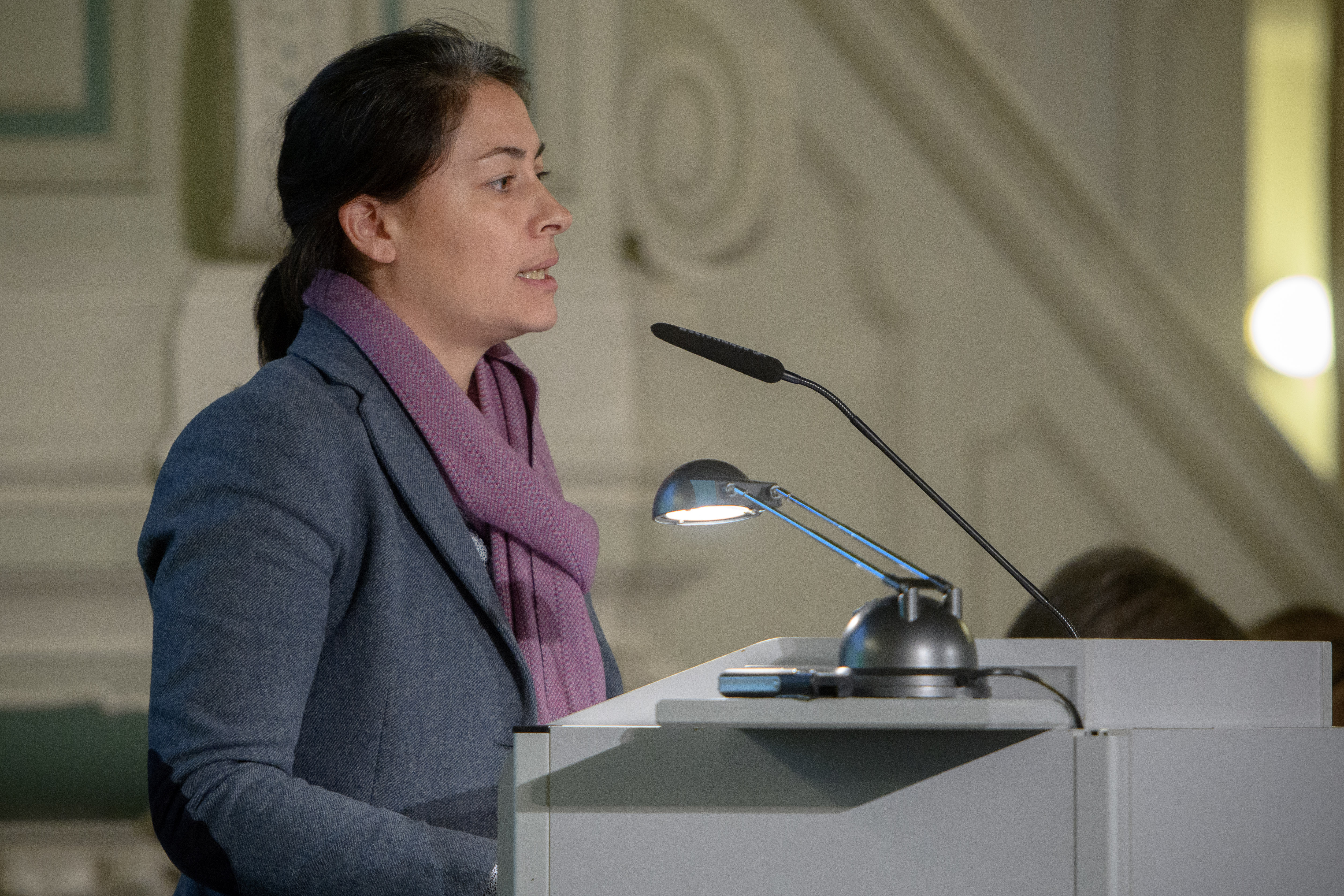
Filiz Polat (2017)

Bei der Bundestagswahl 2017 stand Polat auf Platz 3 der niedersächsischen Landesliste von Bündnis 90/Die Grünen und zog so in den Deutschen Bundestag ein. Für die Bundestagsfraktion von Bündnis 90/Die Grünen war sie in der 19. Wahlperiode Mitglied und Obfrau im Ausschuss für Inneres und Heimat sowie stellvertretendes Mitglied im Ausschuss für Menschenrechte und humanitäre Hilfe. Zudem gehörte sie als stellvertretendes Mitglied dem Kuratorium der Bundeszentrale für politische Bildung an. Polat ist Sprecherin für Migration und Integration ihrer Fraktion. Außerdem war sie Mitglied im Beratenden Ausschuss für die Fragen der Sinti und Roma, im Beratenden Ausschuss für die Fragen der niederdeutschen Sprachgruppe und im Beratenden Ausschuss für die Fragen der friesischen Volksgruppe. Polat war stellvertretende Vorsitzende der Deutsch-Pazifischen Parlamentariergruppe und Mitglied in der Parlamentariergruppe Türkei, außerdem engagierte sie sich in den Parlamentsgruppen Kulturgut Alleen, Binnenschifffahrt und Seenotrettung und setzte sich für die Rechte Geflüchteter ein.
Bei der Bundestagswahl 2021 wurde sie erneut über die Landesliste in den Bundestag gewählt. Am 7. Dezember 2021 wurde sie zur Parlamentarischen Geschäftsführerin ihrer Bundestagsfraktion gewählt.
Seit dem 24. Januar 2022 ist Polat Mitglied der Parlamentarischen Versammlung des Europarates.
Bei der Bundestagswahl 2025 ist Filiz Polat über Platz 1 der niedersächsischen Landesliste von Bündnis 90/Die Grünen in den Deutschen Bundestag eingezogen.

## Politische Positionen
Im November 2022 stimmte sie als eine von neun Abgeordneten in der Grünen-Bundestagsfraktion gegen die Änderung des Atomgesetzes, das den Weiterbetrieb um vier Monate verlängerte.

## Mitgliedschaften
Filiz Polat ist Mitglied in der überparteilichen Europa-Union Deutschland, die sich für ein föderales Europa und den europäischen Einigungsprozess einsetzt.